# Habitatge a la rambla del Doctor Pearson, 15 (Tremp)
L'Habitatge a la rambla del Doctor Pearson, 15 és un edifici de Tremp (Pallars Jussà) protegit com a Bé Cultural d'Interès Local.

## Descripció
Es tracta d'un dels primers edificis construïts a la Rambla del Doctor Pearson. El immoble conserva la seva fesomia original i permet apreciar les característiques de l'arquitectura domèstica de les darreries del segle xix, i presenta la mateixa distribució exterior que l'edifici annex, número 17 (encara que aquest darrer hagi estat reformat). Es tracta d'un edifici de tres altures, planta baixa i dos pisos, amb la façana arrebossada i amb una marcada distribució simètrica dels vans. A la llinda de l'obertura central de la planta baixa es pot diferenciar l'any de construcció “1887”. Destaca la decoració en baix relleu dels laterals de les obertures del primer i segon pis, que a la vegada es troben emmarcades en la seva part superior. Els orificis de ventilació del coronament també apareixen decorats amb gelosies ceràmiques.

## Història
Fou un dels primers edificis de la Rambla del Doctor Pearson, la urbanització de la qual s'ha vinculat tradicionalment amb l'arribada de la carretera cap a Artesa, el 1880; i donà lloc a la construcció d'alguns edificis en el lateral dret.